# سمندر سرخ
سمندر سرخ (نام علمی: Pseudotriton ruber) نام یک گونه از تیره سمندر بی‌شش است.